# Giovanni Antonio Sanz

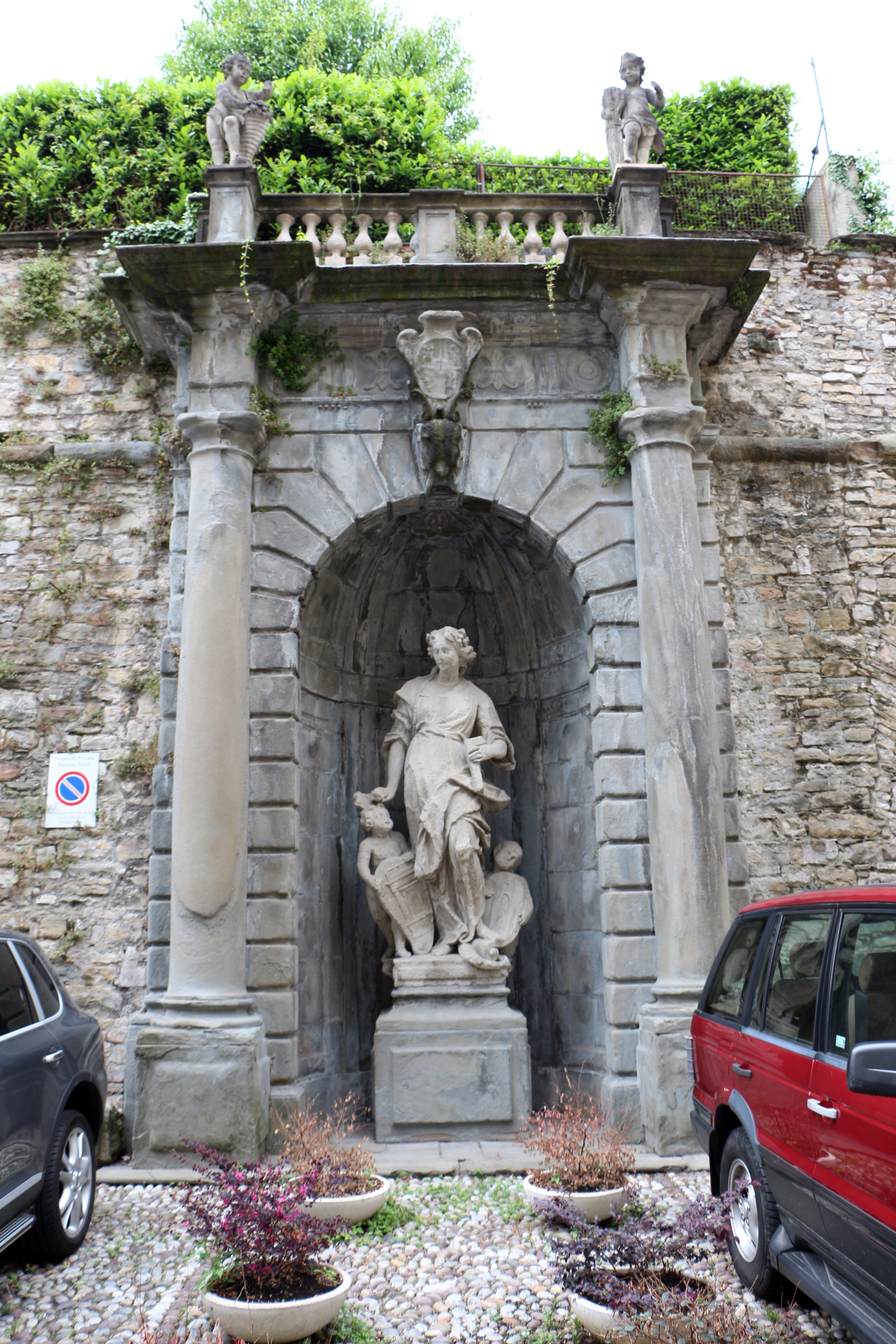
Giovanni Antonio Sanz
Piazza Terzi a Bergamo

Giovanni Antonio Sanz (Bergamo, 1702 – Bergamo, 1771 circa) è stato uno scultore italiano.

## Biografia
Giovanni Antonio Sanz, figlio del pittore austriaco Bernardo, nacque a Bergamo, ma i primi anni li trascorse in Baviera e Ungheria, facendo ritorno a Bergamo solo nel 1737 dove, forse sotto la scuola di Francesco Oradini, divenne uno scultore lasciando nella bergamasca molte delle sue opere

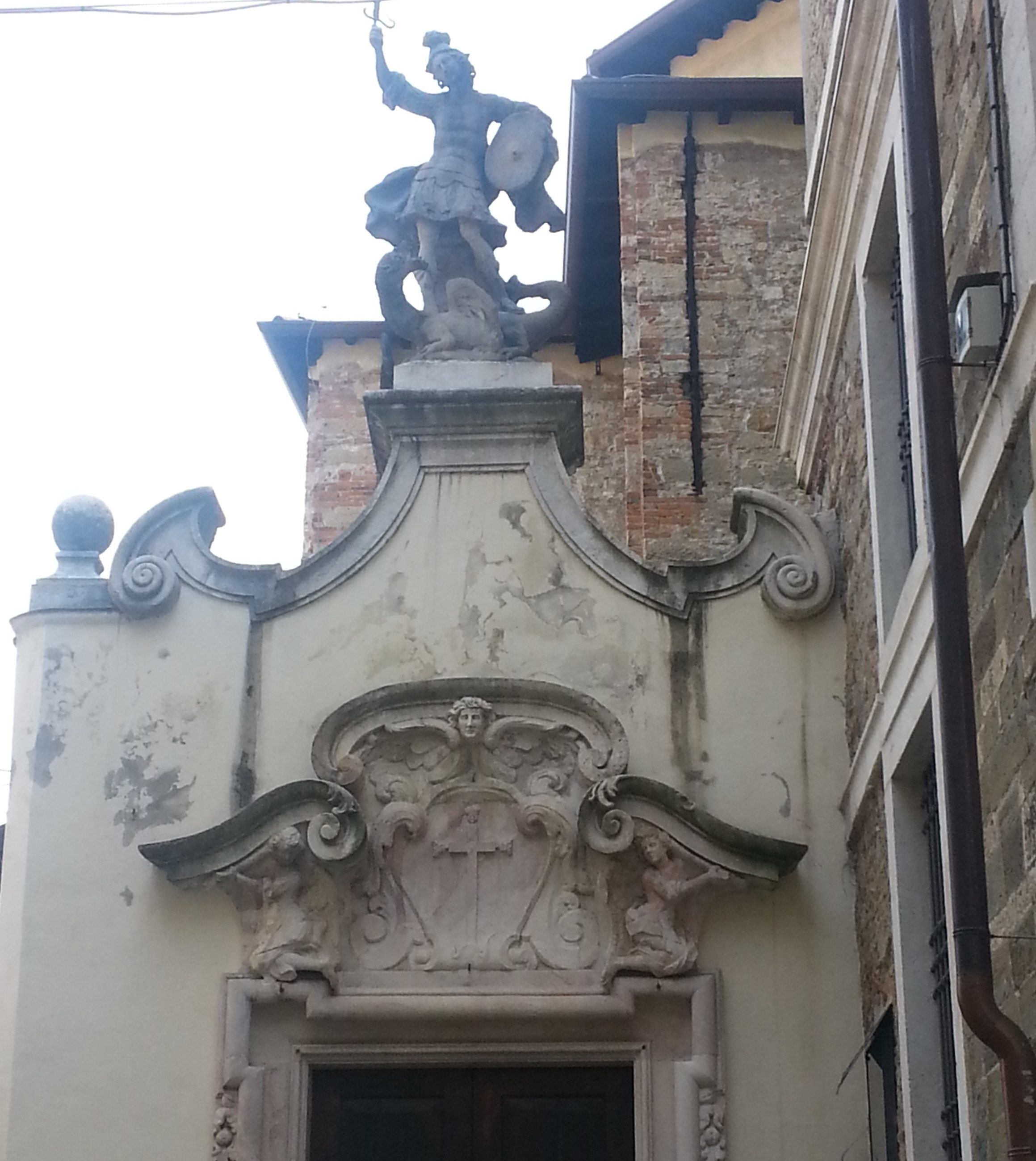
San Michele all'Arco statua di Giovanni Antonio Sanz

## Opere

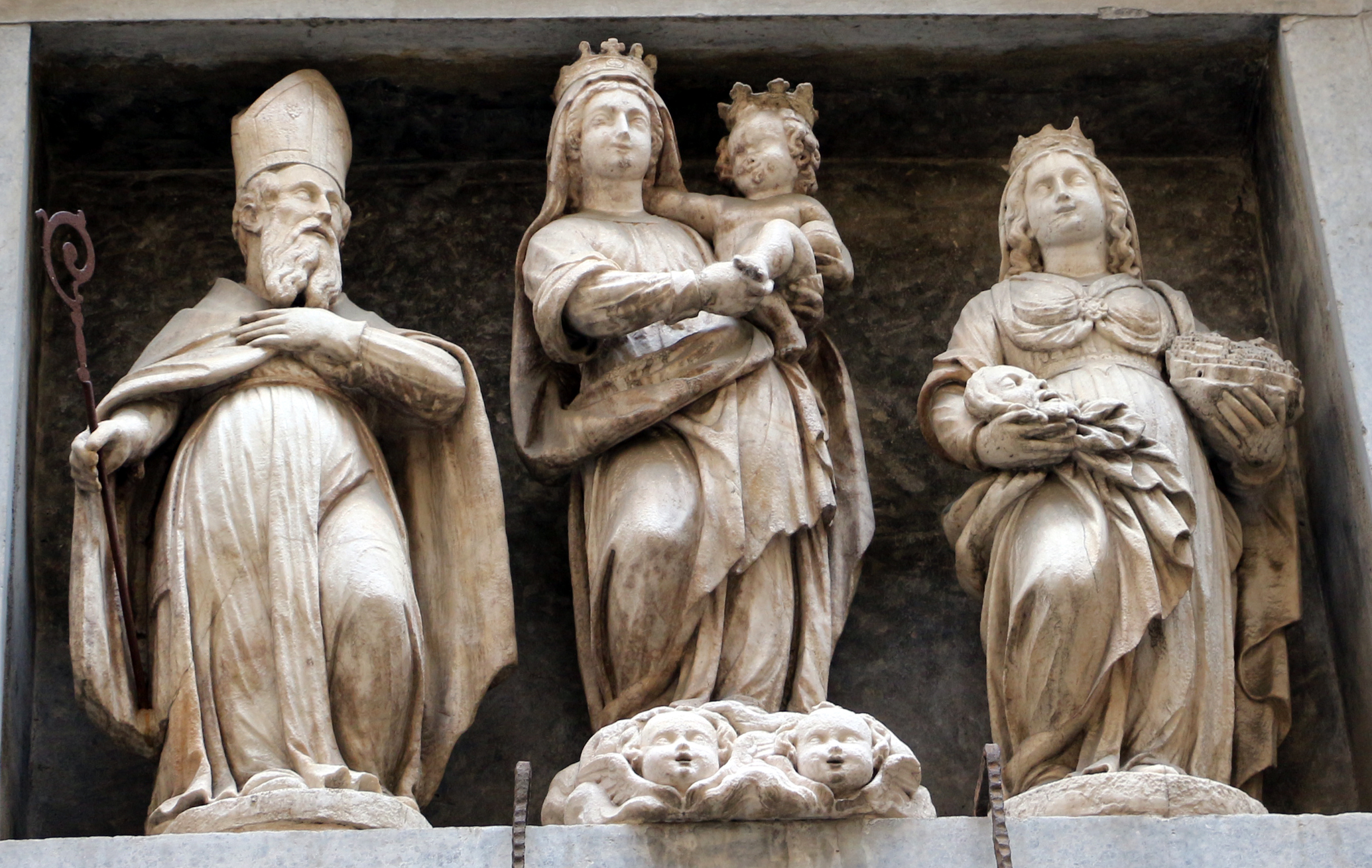
Bergamo, portale del convento di Santa Grata, Madonna col Bambino, sant'Alessandro e santa Grata con la testa di sant'Alessandro, XVII secolo

- sculture esterne e interne della chiesa parrocchiale di Cologno al Serio restauri di Giovan Battista Caniana[2],
- Le grandi statue esterne di Villa Canton a Trescore Balneario progetto di Filippo Alessandri[3]
- 1740 scultura della balaustra e statua della Madonna delle Vigne nella chiesa di San Pietro di Tagliuno
- 1750 Statua lignea di San Agostino vescovo nella chiesa dei santi Pietro Apostolo e Alessandro Martire di Sorisole,

- 1750 statua dell'Annunciazione nella chiesa di Sant'Anna in Borgo Palazzo[4],
- Statua dell'Architettura in Piazzetta Terzi,
- Statue esterne e arredi interni di Palazzo Terzi in Bergamo,
- Statua di San Michele all'Arco, della chiesa omonima restauro a opera di Giovan Battista Caniana,
- Coro ligneo della chiesa di Santa Maria Maddalena di Tavernola Bergamasca,
- Il portale della Chiesa di Santa Grata in Columnellis (Bergamo) raffigurante la santa con Sant'Alessandro e la Madonna con Bambino.
- 1770 Le statue della bussola d'ingresso nella Basilica Santa Maria Maggiore opera di Giuseppe Alari,
- 1771 banchi lignei della Cappella Colleoni opera in collaborazione con Giovan Battista Caniana[5],
- Confessionale ligneo Chiesa di Sant'Alessandro della Croce - Bergamo.
- Statue poste sulla facciata della chiesa di San Marco
- Pulpito della chiesa di San Lazzaro - Bergamo